# Sobór Narodzenia Matki Bożej w Ufie
Sobór Narodzenia Bogurodzicy – prawosławny sobór katedralny w Ufie (stolicy Baszkortostanu, dawnej Baszkirii). Główna świątynia eparchii ufijskiej i metropolii baszkortostańskiej.
Sobór znajduje się przy ulicy Kirowa.

## Historia i wygląd cerkwi[2]

### Początki
Budowę soboru rozpoczęto w 1901 z inicjatywy biskupa ufijskiego Antoniego. Praca została wstrzymana ze względu na małą ilość pieniędzy, do chwili gdy kupiec Nikifor Patokin finansowo wspomógł projekt.

### Budowa dzwonnicy
23 sierpnia 1909 ukończono budowę dzwonnicy, na której zawieszono osiem dzwonów – największy ważył ponad 50 pudów, a najmniejszy 10 funtów.

### Styl cerkwi[3]
Budowla została wzniesiona w stylu bizantyjsko-rosyjskim z trójkondygnacyjną dzwonnicą i jedną drewnianą kopułą, później z odlanego złota wykonano 5 kopuł. W środku dzwonnicy i w wewnętrznej kopule zawieszono żeliwne krzyże.
Gdy spłonął dach, pokryto go żelazem. Podłogi wykonano z asfaltowego kamienia a krawędzie podłóg z cementu.
Długość świątyni (wraz z dzwonnicą) w jej pierwotnych rozmiarach wynosiła 20,65 sążni (ok. 44 m), szerokość – 9,6 sążni (ok. 20,5 m).

### Konsekracja
6 września 1909 biskup Ufy Nataniel konsekrował sobór Narodzenia Bogurodzicy, a jej pierwszym opiekunem został Wasyl Lezenkow.

### Zamknięcie cerkwi
W 1934 świątynia została zamknięta. W 1938 w budynku, z którego usunięto m.in. kopuły, urządzono warsztaty naprawcze sprzętu lotniczego. W latach 1955–1991 działało tam kino „Jondoz”.

### Renowacja cerkwi
Dekretem nr 14/608 Miejskiego Komitetu Wykonawczego 21 sierpnia 1991 budynek został zwrócony Rosyjskiemu Kościołowi Prawosławnemu. Pierwszym proboszczem świątyni był Borys Razwiejew. Z błogosławieństwa biskupa ufijskiego i sterlitamackiego Nikona, Borys Razwiejew dokonał przebudowy obiektu (oprócz odbudowy kopuł, sobór został powiększony).
Przebudowa budynku trwała około 15 lat. Głównym architektem projektu była Elena A. Faworskaja.
Sobór został ponownie poświęcony 5 czerwca 2016. Konsekracji dokonał patriarcha moskiewski i całej Rusi Cyryl, w asyście licznego duchowieństwa (w tym 9 hierarchów).

## Galeria

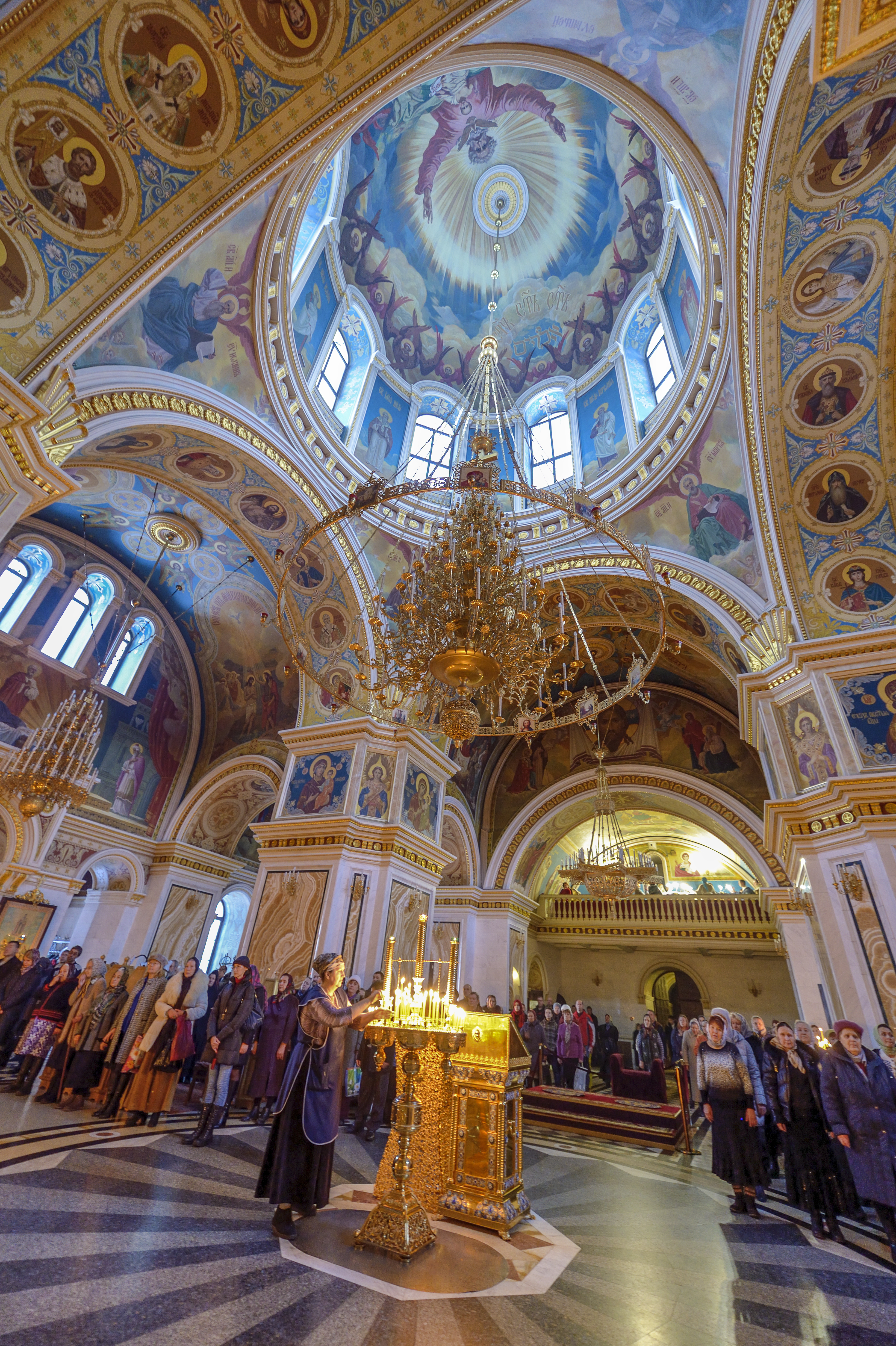
Wnętrze – widok od strony ikonostasu
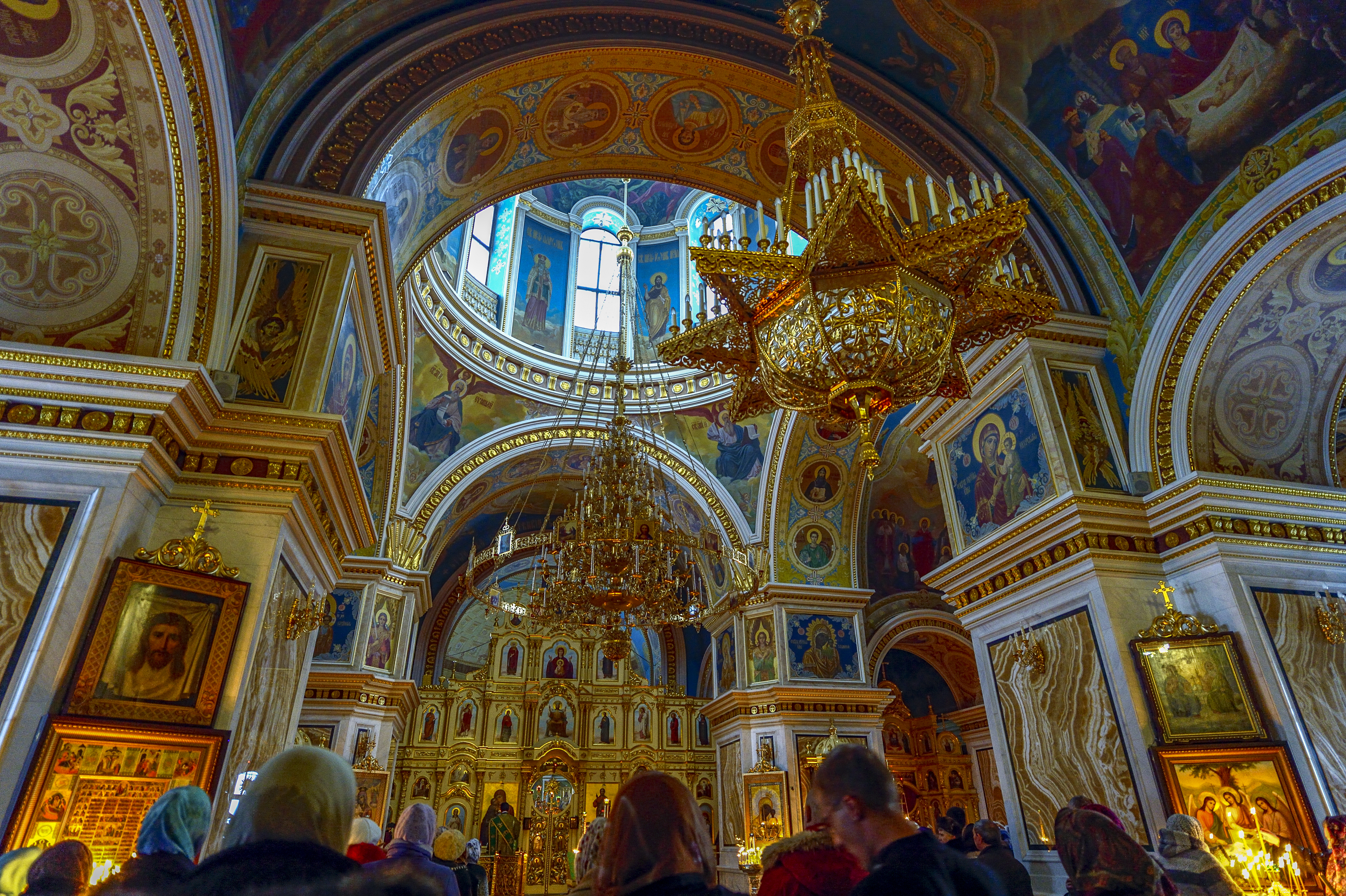
Ikonostas